# 김용기 (축구인)
김용기(1989년 8월 1일 ~ )는 대한민국의 전직 축구 선수이다. 현역 시절 포지션은 수비수였다.

## 수상

### 팀
- K3리그 우승: 2015